# 9e régiment de fusiliers gorkhas (armée indienne)
Le 9e Régiment de fusiliers Gorkhas, souvent appelé le 9th Gorkha Rifles, ou 9 GR en abréviation est un régiment d'infanterie de Gorkhas de l'armée indienne. Il fut créé en 1817 dans le cadre de la British East India Company et transféré plus tard à l'armée indienne britannique après la révolte des cipayes de 1857. À l'indépendance de l'Inde, en 1947, il est transféré, en application de l'accord tripartite signé entre l'Inde, le Népal et la Grande-Bretagne, avec 5 autres régiments, à l'Inde pour intégrer sa nouvelle armée. Il recrute des soldats principalement des soldats issus des clans Chhetri (Khas) et Thakur du Népal et de l'Inde.

## Histoire

### Avant l'indépendance
L'histoire du 9th Gorkha Rifles remonte à 1817, date à laquelle il fut créé sous le nom de "Fatehgarh Levy". En 1823, il fut rebaptisé «63e régiment» et fut une unité régulière de l'Infanterie indigène du Bengale du Bengale. Après les réorganisations faisant suite à la rébellion indienne de 1857, la désignation du régiment fut modifiée pour devint "9th Bengal Native Infantry". Une de ses compagnies était formée par de Gorkhas et les autres par des montagnards. À ce moment-là, le régiment avait déjà combattu à Bhartpur et dans la difficile bataille de Sobraon pendant la première guerre anglo-sikh[réf. nécessaire].
En 1893, le régiment est devenu une unité entièrement Gorkha d'origine Khas, n'acceptant que ceux qui étaient plus étroitement liés aux voies hindoues qu'aux voies bouddhistes. En 1903, le régiment est désigné sous le nom de 9th Gurkha Rifles (Régiment de fusiliers Gurkhas). 
Le 9GR a combattu pendant la Première Guerre mondiale en Europe et, pendant les années de l'entre-deux-guerres, a pris part aux opérations à la frontière du Nord-Ouest. 

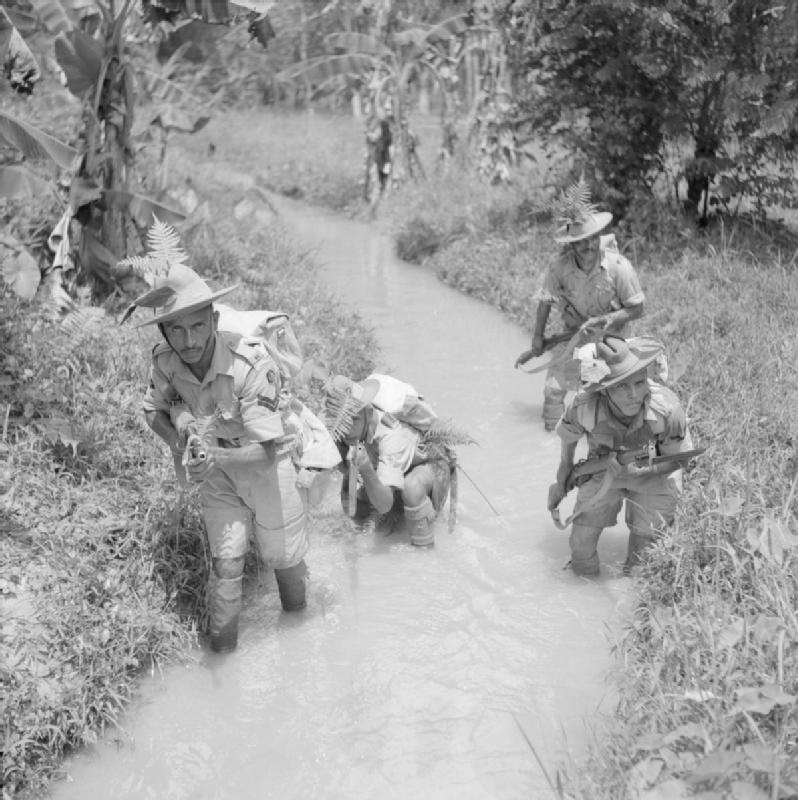
Soldats du 2/9 GR en Malaisie, octobre 1941

Pendant la Seconde Guerre mondiale, les bataillons du régiment ont combattu en Malaisie, en Italie et en Afrique du Nord . Le 3/9 GR et le 4/9 GR faisaient partie des opérations des Chindits en Birmanie et ont acquis leur réputation dans les opérations de pénétration à longue distance[réf. nécessaire].

### Après l'indépendance
L'Inde a obtenu son indépendance en 1947 et le 9th Gorkha Rifles était l'un des six régiments Gurkhas (sur 10) attribués à l'armée indienne dans le cadre de l'accord tripartite entre la Grande-Bretagne, l'Inde et le Népal,.  Depuis 1947, le régiment a combattu dans la guerre d'Indochine de 1962 ainsi que sur le Namka Chu ( Arunachal Pradesh )[réf. nécessaire].
Les bataillons du régiment ont été impliqués dans les guerres de 1965 et 1971 contre le Pakistan[réf. nécessaire].

## Unités et noms

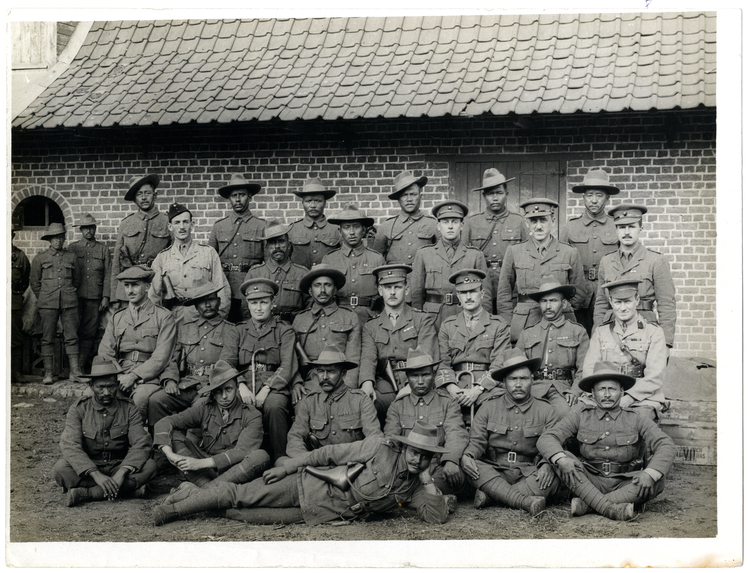
Officiers britanniques et indiens du 9e Gurkhas à leur quartier général en France. Juillet 1915

Le régiment existe depuis 1817 sous les appellations suivantes : [réf. nécessaire]
- 1817-1819: Fatagarh Levy
- 1819-1824: Mianpuri Levy
- 1824-1861: 63e régiment d'infanterie indigène du Bengale
- 1861-1885: 9e régiment d'infanterie indigène du Bengale
- 1885–1894: 9e régiment d'infanterie du Bengale
- 1894–1901: 9e (fusil Gurkha) d'infanterie du Bengale
- 1903-1947: 9e fusils Gurkha
- 1950 à nos jours: 9 fusils Gorkha

## Coutumes et traditions

### Uniformes
Au début le 9th Regiment of Bengal Infantry portait des manteaux rouges à parements jaunes. En 1894, le 9th (Gurkha Rifles) Bengal Infantry nouvellement renommé reçut ce qui allait devenir la tenue Gurkha standard et l'uniforme vert par temps froid, avec des puttees, des insignes argentés, des boutons en métal noir et des parements noirs. La coiffe était une casquette Kilmarnock ronde noire avec un insigne de kukris croisé sur le chiffre 9. Les joueurs de cornemuse du 1er bataillon portaient un plaid vert tandis que le 2e bataillon recevait le tartan du clan Duff du colonel du même nom. Le chapeau à large bord fut porté avec une tenue de service kaki à partir de 1902 et entre les deux guerres mondiales. 

## Honneurs de bataille
Les honneurs de bataille du 9e régiment de fusiliers Gorkha sont: 
- Pré-indépendance : Bharatpur, Sobraon, Afghanistan (1879-1880), Punjab Frontier,
- Première Guerre mondiale : La Bassee, Festubert, Armentières, Givenchy, Neuve Chapelle, Aubers, Loos, France et Flandre, Tigre, Kut-al-Amara, Mésopotamie,
- Seconde Guerre mondiale : Malaisie (1941-1942), Djebel El Meida, Djebel Garci, Ragoubet Souissi, Afrique du Nord (1940-1943), Cassino I, Hangman's Hill, Tavoleto, Saint-Marin, Italie (1943-1945), Chindits 1944, Birmanie (1942–45) .
- Indo-Pak Conflict 1965 : Phillora, Punjab 1965
- Indo-Pak Conflict 1971 : Kumarkhali, East Pakistan 1971, Jammu and Kashmir 1971, Dera Baba Nanak, Punjab 1971

## Récipiendaires de la Croix de Victoria
- Major George Campbell Wheeler, 2e bataillon, 23 février 1917, fleuve Tigre, Mésopotamie [9]
- Major (temp.) Frank Gerald Blaker, Highland Light Infantry, rattaché au 3e Bataillon, 9 juillet 1944, Taunggyi, Birmanie (aujourd'hui Myanmar) [10].
- Fusilier Sher Bahadur Thapa, 1er bataillon, 18 septembre 1944, Saint-Marin, Italie [11].

## Membres notables
- John Bradburne, (1921–1979), après le "Vagabond de Dieu".
- Stafford Beer, théoricien de la recherche opérationnelle qui a servi comme officier au régiment de 1945 à 1967[12].
- MN Rai, colonel qui a reçu les médailles Yudh Seva pour bravoure et Shaurya Chakra à titre posthume.
- Bernard Dineen, (1923-2013), par la suite journaliste primé pour le Yorkshire Post.
- Le lieutenant-général BKN Chhibber, plus tard gouverneur du Punjab et administrateur de Chandigarh.

## voir aussi
- 1er régiment de fusiliers gorkhas (armée indienne)
- 3e régiment de fusiliers gorkhas (armée indienne)
- 4e Régiment de fusiliers Gorkhas (armée indienne)
- 5e régiment de fusiliers gorkhas (armée indienne)
- 8e régiment de fusiliers gorkhas (armée indienne)
- 11e régiment de fusiliers gorkhas (armée indienne)
- Kukhri